# 水津優衣
水津優衣（日语：／ Suizu Yui，2000年3月22日—），日本女子羽毛球運動員，隸屬西京銀行旗下ACT SAIKYO羽球隊。

## 簡歷
水津優衣出生山口縣，畢業於山口縣立柳井商工高等学校，2018年加入日本優乃克羽球部，2020轉隊到故鄉山口縣的西京銀行ACT SAIKYO羽球隊。她的妹妹水津愛美也是羽球運動員。
2022年9月，搭檔重田美空在波蘭國際賽女子雙打決賽以直落二（21-18、21-18）擊敗臺灣組合宋碩芸／余芊慧，獲得國際賽首冠。
2023年，水津改與保原彩夏搭檔，兩人5月在墨西哥國際挑戰賽決賽擊敗美國的法蘭西絲卡·科比特／艾莉森·李，奪得個人生涯第二冠，6月再於塞班島國際賽獲得亞軍。

## 主要比賽成績
只列出曾進入準決賽的國際賽事成績：
| 年份   | 賽事                     | 公開賽級別 | 項目     | 搭檔     | 成績   |
| ------ | ------------------------ | ---------- | -------- | -------- | ------ |
| 2017年 | 亞洲青年羽毛球錦標賽     | 其他       | 混合團體 | －       | 季軍   |
| 2017年 | 世界青年羽毛球錦標賽     | 其他       | 混合團體 | －       | 季軍   |
| 2022年 | 波蘭羽毛球國際賽         | 國際系列賽 | 女子雙打 | 重田美空 | 冠軍   |
| 2022年 | 本迪戈羽毛球國際賽       | 國際挑戰賽 | 混合雙打 | 市川和洋 | 準決賽 |
| 2023年 | 墨西哥羽毛球國際挑戰賽   | 國際挑戰賽 | 女子雙打 | 保原彩夏 | 冠軍   |
| 2023年 | 塞班島羽毛球國際賽       | 國際挑戰賽 | 女子雙打 | 保原彩夏 | 亞軍   |
| 2023年 | 印尼泗水羽毛球國際挑戰賽 | 國際挑戰賽 | 女子雙打 | 保原彩夏 | 亞軍   |
| 2023年 | 印尼泗水羽毛球大師賽     | 超級100賽  | 女子雙打 | 保原彩夏 | 準決賽 |
| 2023年 | 韓國羽毛球大師賽         | 超級300賽  | 女子雙打 | 保原彩夏 | 準決賽 |

| 2007-2017年 | 首要超級賽 | 超級賽 | 黃金大獎賽 | 大獎賽 | 國際挑戰賽 | 國際系列賽 | 未來系列賽 | 其他 |

| 2018-2026年 | 總決賽 | 超級1000賽 | 超級750賽 | 超級500賽 | 超級300賽 | 超級100賽 | 國際挑戰賽 | 國際系列賽 | 未來系列賽 | 其他 |

## 外部連結
- 水津優衣在BWFBadminton.com（英语）
- 水津優衣在BWF.TournamentSoftware.com（英语）
- 水津優衣在Flashscore（英语）
- 水津優衣 （页面存档备份，存于） - 日本羽毛球协会 （日語）